# Tag ID3
ID3 è un insieme di informazioni aggiuntive inserite in un file audio di tipo MP3. È l'abbreviazione di «Identify an MP3». Queste informazioni vengono generalmente chiamate tag, una parola inglese che significa etichetta.
Data la necessità di sapere il titolo e il nome dell'artista del brano che si stava ascoltando, questi dati venivano inizialmente inseriti nel nome del file, allungandolo notevolmente e creando disordine. Inoltre non potevano venire utilizzati alcuni caratteri. Per risolvere questi problemi vennero definiti i tag ID3 che, tramite una serie di metadati, possono contenere informazioni su titolo, artista, album, genere e altro.

## Storia[2]

### Formato ID3v1
Il primo formato degli ID3 tag viene chiamato ID3v1 e venne introdotto nel 1996 da Eric Kemp con il programma "Studio3". Per evitare che i player interpretassero gli ID3 tag come informazioni audio queste vennero inserite alla fine. Infatti i formati MPEG e MP3 sono provvisti di un segnale che ne indica la fine e i dati successivi vengono ignorati.
ID3v1 è piuttosto semplice ed è costituito da un unico blocco di 128 byte rigidamente suddiviso: 3 byte per indicare "TAG", 30 per il titolo, 30 per l'interprete, 30 per l'album, 4 per l'anno, 30 per un commento e 1 per il genere. Un'apposita lista mette in relazione i vari valori con il genere.
I caratteri per i campi di testo non sono definiti, ma di solito vengono utilizzati ASCII, ISO 8859-1 e Unicode nel formato UTF-8. Possono esserci quindi errori di interpretazione causati dall'utilizzo di segni particolari.

### Formato ID3v1.1
Data la rigidità dello standard ID3v1 il suo successivo ampliamento non fu facile. Nonostante ciò Michael Mutschler riuscì ad ampliarlo al formato ID3v1.1. Per farlo accorciò lo spazio per il commento da 30 a 28 byte e utilizzò uno dei byte così liberatosi per inserire il numero della canzone.

### Formato ID3v2
I numerosi difetti di ID3v1 (lunghezza limitata, pochi campi per i metadati, impossibilità di streaming) indussero Martin Nilsson a sviluppare un nuovo formato, il tag ID3v2. A differenza delle prime versioni del formato, in questo nuovo i metadati vengono memorizzati all'inizio del file MP3, consentendo la loro lettura anche nei casi in cui non sia disponibile l'intero file (ad esempio nei casi in cui il brano è riprodotto in streaming). Essi sono fatti in modo tale che i player incapaci di interpretare i tag li saltino invece di cercare di leggerli come informazioni audio.
L'attuale versione (ID3v2.4) è provvista di numerosissimi campi, ma non esistono player in grado di interpretarli tutti.
Le versioni 2.x aggiungono inoltre la possibilità di inserire all'interno del file una o più immagini relative ad esempio alla copertina dell'album al quale appartiene il brano.

## Programmi di auto-tag
I programmi di auto-tag ricercano su Internet le informazioni di un file e compilano in automatico le schede della canzone o del file cercato, con autore, data, titolo, album.
Si tratta di programmi dedicati all'archiviazione dei file come Ant Movie Catalog per i film, o di  opzioni presenti nei più diffusi riproduttori di contenuti audio e video. Ad esempio, Winamp e Windows Media Player hanno funzioni di questo tipo.
I programmi "studiano" il contenuto del brano che viene riconosciuto confrontando alcune sequenze di bit con altri di riferimento, ovvero calcolandone una stringa identificativa con un algoritmo di hash.
Identificata la canzone o il film, il programma si collega a banche dati proprietarie o open source, liberamente aggiornate dagli utenti, e fanno un merge per riconciliare e sintetizzare i dati ottenuti.
Le stesse aziende informatiche che rilasciano questi software presentano banche dati di questo tipo. Anche Wikipedia presenta i dati relativi a film e canzoni in un formato tabella che è fruibile da questi programmi.
Alcuni di questi programmi sono in grado di estrarre informazioni anche da file non strutturati, e quindi non usano solo tabelle, ma anche file di testo presenti nei forum o in un sito web.
Il programma lancia la ricerca in vari motori, e rielabora i primi risultati ottenuti tramite parole chiave, occorrenze ed eventualmente l'uso delle ontologie. In questi casi, esso funziona come un metamotore di ricerca evoluto.

## Codici dei generi musicali
Le categorie di generi musicali dalla numero 00 alla numero 125 seguono le specifiche dello standard informale ID3 versione 2, in particolare le categorie dalla numero 80 alla numero 125 sono estensioni Winamp.
Le successive categorie dalla numero 126 alla numero 147 sono state aggiunte in un secondo momento da Winamp e non rientrano nelle specifiche del 1999.
- 00 - Blues
- 01 - Classic Rock
- 02 - Country
- 03 - Dance
- 04 - Disco
- 05 - Funk
- 06 - Grunge
- 07 - Hip hop
- 08 - Jazz
- 09 - Metal
- 10 - New Age
- 11 - Oldies
- 12 - Other
- 13 - Pop
- 14 - R&B
- 15 - Rap
- 16 - Reggae
- 17 - Rock
- 18 - Techno
- 19 - Industrial
- 20 - Alternative
- 21 - Ska
- 22 - Death metal
- 23 - Pranks
- 24 - Soundtrack
- 25 - Euro-Techno
- 26 - Ambient
- 27 - Trip-hop
- 28 - Vocal
- 29 - Jazz&Funk
- 30 - Fusion
- 31 - Trance
- 32 - Classical
- 33 - Instrumental
- 34 - Acid
- 35 - House
- 36 - Game
- 37 - Sound Clip
- 38 - Gospel
- 39 - Noise
- 40 - Alternative rock
- 41 - Bass
- 42 - Soul
- 43 - Punk
- 44 - Space
- 45 - Meditative
- 46 - Instrumental pop
- 47 - Instrumental rock
- 48 - Ethnic
- 49 - Gothic
- 50 - Darkwave
- 51 - Techno-Industrial
- 52 - Electronica
- 53 - Pop-Folk
- 54 - Eurodance
- 55 - Dream
- 56 - Southern rock
- 57 - Comedy
- 58 - Cult
- 59 - Gangsta
- 60 - Top 40
- 61 - Christian Rap
- 62 - Pop/Funk
- 63 - Jungle
- 64 - Native US
- 65 - Cabaret
- 66 - New wave
- 67 - Psychedelic
- 68 - Rave
- 69 - Showtunes
- 70 - Trailer
- 71 - Lo-Fi
- 72 - Tribal
- 73 - Acid punk
- 74 - Acid jazz
- 75 - Polka
- 76 - Retro
- 77 - Musical
- 78 - Rock and roll
- 79 - Hard rock
- 80 - Folk
- 81 - Folk-rock
- 82 - National folk
- 83 - Swing
- 84 - Fast Fusion
- 85 - Bebop
- 86 - Latin
- 87 - Revival
- 88 - Celtic
- 89 - Bluegrass
- 90 - Avantgarde
- 91 - Gothic rock
- 92 - Progressive rock
- 93 - Psychedelic rock
- 94 - Symphonic rock
- 95 - Slow Rock
- 96 - Big Band
- 97 - Chorus
- 98 - Easy Listening
- 99 - Acoustic
- 100 - Humour
- 101 - Speech
- 102 - Chanson
- 103 - Opera
- 104 - Chamber music
- 105 - Sonata
- 106 - Symphony
- 107 - Booty Bass
- 108 - Primus
- 109 - Porn groove
- 110 - Satire
- 111 - Slow Jam
- 112 - Club
- 113 - Tango
- 114 - Samba
- 115 - Folklore
- 116 - Ballad
- 117 - Power ballad
- 118 - Rhytmic Soul
- 119 - Freestyle
- 120 - Duet
- 121 - Punk rock
- 122 - Drum Solo
- 123 - Acapella
- 124 - Euro-house
- 125 - Dance Hall
- 126 - Goa
- 127 - Drum'n'Bass
- 128 - Club-House
- 129 - Hardcore
- 130 - Terror
- 131 - Indie
- 132 - Britpop
- 133 - Negerpunk
- 134 - Polsk punk
- 135 - Beat
- 136 - Christian Gangsta
- 137 - Heavy metal
- 138 - Black metal
- 139 - Crossover
- 140 - Contemporary Christian
- 141 - Christian rock
- 142 - Merengue
- 143 - Salsa
- 144 - Thrash metal
- 145 - Anime
- 146 - JPop
- 147 - Synthpop
- 148  - LagMusic
- 149 - Art Rock
- 150 - Deep House
- 151 - Tech House
- 152 - Deepstep
- 153 - Dubstep
- 154 - Future House
- 155 - Subground
- 156 - Trap
- 157 - EBM
- 158 - Progressive House
- 159 - Melbourne Bounce
- 160 - Dutch House
- 161 - Electro House
- 162 - Boiler Room
- 163 - HardTekno
- 164 - Minimal House
- 165 - Ambient House
- 166 - Chill Out
- 167 - Dub
- 168 - Hardstyle
- 169 - Freestyle
- 170 - Drumstep